# Соломія Берзька
Соломія Берзька (1099/1101 — 27 липня 1144) — княгиня Польщі, дружина правителя Польщі Болеслава III. Походила з родини швабської шляхти.

## Біографія
Соломія з Бергу була дочкою швабського графа Генріха І з Бергського замку поблизу Еінгена та Шельклінгена, що знаходились на землях західнослов'янських племен (не плутати з Берзьким герцогством, яке знаходилось в Рейнській області) і його дружини Аделаїди фон Мохенталь. Аделаїда була сестрою маркграфа Діпольда III Вобург.
Була старшою з трьох доньок Генріха I. Її середня сестра, Рихеза вийшла заміж за Богемського князя, а молодша Софія — за Оломоуцького князя Оту II. Сама Софія була видана заміж за правителя Польщі Болеслава ІІІ.
Бабуся Софії по батькові була принцеса Софія, єдина донька короля Угорщини Соломона (матір'ю якого було Анастасія Ярославна, донька Ярослава Мудрого).
Шлюб сестри Соломії Ріхези з князем Богемії Владиславом I 1110 року змінив статус її батька графа Генріха з Бергу в політичних справах. Інша сестра, Софія, була заручена з польським князем.
Польський володар Болеслав ІІІ, після того, як він почав розширювати свій вплив в Померанському регіоні, вирішив нормалізувати свої відносини з сусідами з Південної Богемії. Це відбулося 1114 року на великій конвенції на прикордонній річці Ниса-Клодзька. Серед учасників зустрічі були сам Болеслав III, а також богемські й моравські князі династії Пржемисловичів: Владислав I, Отто ІІ, і молодший брат Владислава Собіслав I. Було вирішено, що Князь Польщі (вдівець з 1112 р.) одружиться з Соломією, сестрою княгинь Богемії та Оломоуца.
1115 р. відбулося весілля Болеслава III і Соломії з Бергу. До кінця року вона народила сина Лешека (р. 1131), першого з тринадцяти дітей, яких вона народила чоловікові.
Соломія почала активно брати участь у польській політиці від імені своїх дітей; вона побоювалася, що за принципом первородства її пасинок Владислав II, первісток Болеслава III від його шлюбу з українською княжною Збислави Святополківни, стане наступним правителем, а її сини опиняться в опалі.
1125 році впливовий воєвода Польщі Петро Власт змушений був піти у відставку; головним підбурювачем цього рішення вважають Соломію.
Болеслав III помер 28 жовтня 1138 року. У своєму заповіті він розділив країну між синами відповідно до принципу старшинства, надавши Краків Владиславу II. А Соломія отримала місто Ленчицю, кілька замків і міст по всій Польщі та статус княгині-вдови. Це був перший задокументований випадок, коли польський правитель залишив свою вдову власницею земельних наділів. Умови документа передбачали, що вона може втратити володіння лише у двох випадках: якщо вступила в повторний шлюб або стане черницею (зречення не було підставою для втрати). Наймолодшій син Соломії Казимир II не отримав уділ, бо щойно народився, коли писався Заповіт Болеслава.
Вдова Соломія продовжила свої інтриги проти князя Польщі Владислава II. Проте відкритий воєнний конфлікт розпочався тільки 1141 року, коли Соломія без згоди князя Польщі почала розділяти князівства між своїми синами. Також вона намагалася влаштувати шлюб своєї наймолодшої дочки Агнес і таким чином знайти союзника для своїх синів. Кандидатом був український князь Святослав III, син Великого князя Київського Всеволода II. Дізнавшись про ці плани, Владислав II почав рішуче діяти, в результаті чого Київський князь скасував можливі заручини, й влаштував одруження своєї дочки Звенислави й старшого сина Владислава Болеслава I. Весілля відбулося 1142 року.
Соломія померла в своєму замку в Ленчиці 27 липня 1144 року. Згідно з волею Болеслава III, її провінція Ленчиця повернулася до управління Князя Польщі. 1145 року Владислав II був розгромлений і повалений синами Соломії, а її старший син Болеслав IV став новим Великим князем Польщі 1146 року.

## Діти
- Лешек (1115—1131)
- Рикса (1116—1156), перший чоловік король Швеції Магнус I; другий — український князь Володар Глібович; третій — король Швеції Сверкер I
- Казимир (п. 1131)
- Болеслав IV, князь Польщі
- Мешко ІІІ (1125—1202), князь Польщі
- Гертруда (1126/35–1160), монахиня
- Генрик (1127/32–1166), Князь Сандомирський
- Добронега (1136—1160), дружина Теодориха, маркграфа Лужицького
- Юдита (1130/36–1171/75), дружина Отто I, маркграфа Бранденбургу
- Агнешка (1137—1182), дружина Великого князя Київського Мстислава Ізяславича;
- Казимир II (1138—1194), князь Польщі.